# Martin Sekulić
Martin Sekulić (Lovinac, 1833. – Zagreb, 14. svibnja 1905.) bio je hrvatski matematičar i fizičar. Bio je jedan od rijetkih srednjoškolskih profesora koji su tada bili članovi Hrvatske zajednice fizičara.

## Životopis
Rođen je u Lovincu. Predavao je na Višoj realnoj školi u Rakovcu (danas Karlovac).
Bio je dopisni član Jugoslavenske akademije znanosti i umjetnosti. Bio je i član Hrvatskog pedagoško-književnog zbora.
Objavio je nekoliko članaka u časopisima na njemačkom jeziku, kao što je Annalen der Physik 1872. i 1875. Objavio je nekoliko radova u časopisu Rad Jugoslavenske akademije znanosti i umjetnosti, kao što su Fluorescencija i calcescencija (1871.) i Iztraživanje sunčane duge (1873.). U raspravi iz 1871. objašnjava učinak luminescencije u nekim elementima, a u raspravi iz 1873. govori o vidljivom spektru sunčeve svjetlosti. Sekulić je u raspravi iz 1871. predvidio i postojanje elektromagnetskih oscilacija na različitim frekvencijama.
U razdoblju u kojem je Martin Sekulić bio voditelj prirodoslovnog kabineta svoje gimnazije, informirao je svoje učenike o najnovijim otkrićima u svijetu fizike, a do školske godine 1880./81. skupili su ukupno 277 strojeva za demonstraciju, uključujući i spektroskop koji je sam Sekulić modificirao.
Sekulić je preminuo u Zagrebu.

## Naslijeđe
Izumitelj Nikola Tesla je u svojoj autobiografiji Moji izumi iz 1919. zabilježio da je, kada je pohađao Kraljevsku Veliku realku u Rakovcu (Karlovac) između 1870. i 1873., demonstracije elektriciteta od strane njegovog "profesora fizike" pobudile njegovo zanimanje za taj "misteriozni fenomen" i potaknule ga da želi "da sazna više o ovoj čudesnoj sili". Podaci o tome tko je u to vrijeme predavao fiziku i priroda opisanih demonstracija naveli su neke na zaključak da je riječ o profesoru Martinu Sekuliću. Ćiril Petešić u svojoj Teslinoj biografiji napominje da Tesla ne spominje koji je to profesor imenom, ali smatra da dokazi upućuju na to da je to prof. Martin Sekulić.